# Hrubčice
Hrubčice är en ort i Tjeckien.   Den ligger i regionen Olomouc, i den östra delen av landet, 210 km öster om huvudstaden Prag. Hrubčice ligger 212 meter över havet och antalet invånare är 770.
Terrängen runt Hrubčice är platt, och sluttar österut. Runt Hrubčice är det ganska tätbefolkat, med 93 invånare per kvadratkilometer. Närmaste större samhälle är Olomouc, 16,7 km norr om Hrubčice. Trakten runt Hrubčice består till största delen av jordbruksmark.